# Gijs van Lennep

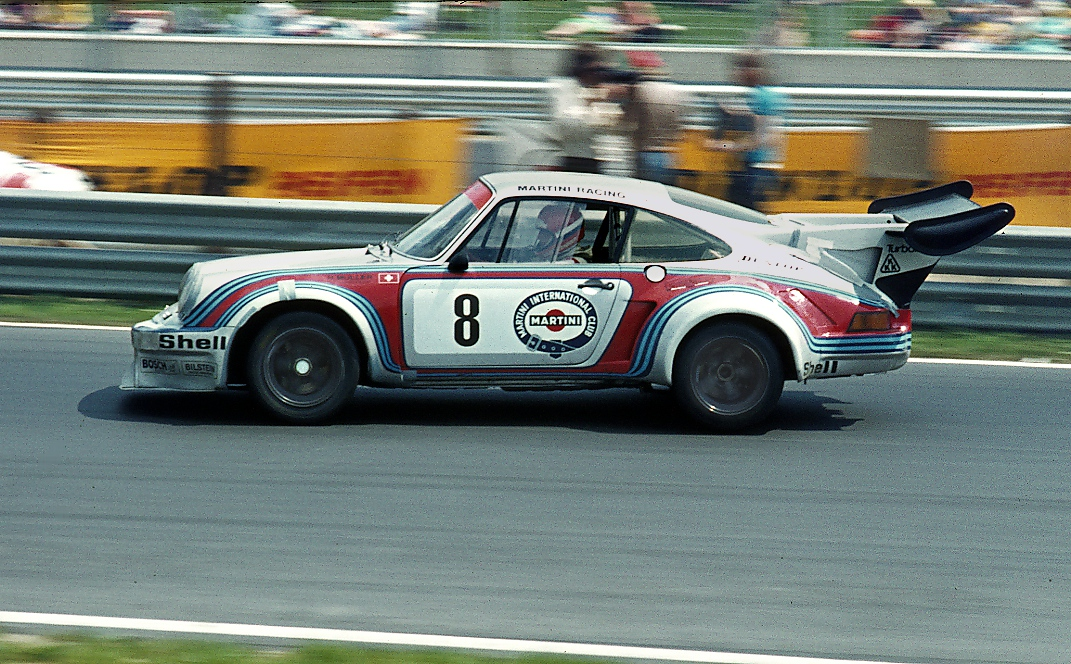
Porsche de van Lennep en 1974.

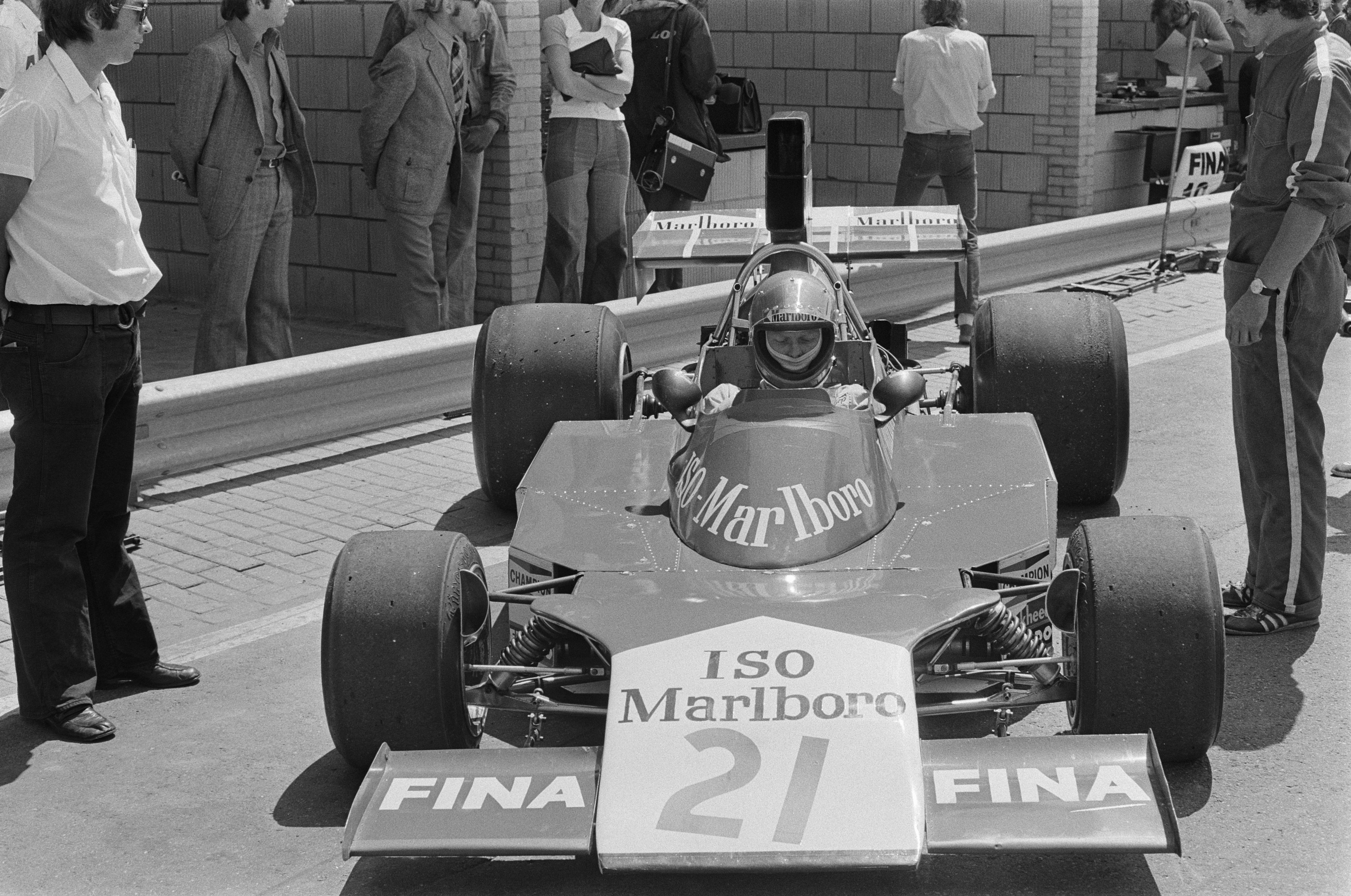
Gijs van Lennep en el Gran Premio de los Países Bajos de 1974.

Gijsbert van Lennep (Aerdenhout, Países Bajos; 16 de marzo de 1942) es un expiloto de automovilismo neerlandés. Compitió en 8 carreras de Fórmula 1, sin embargo, sus principales logros fueron en las carreras de autos deportivos, con los cuales ganó dos ediciones de las 24 Horas de Le Mans.
Es miembro de la nobleza neerlandesa con el título Jonkheer.

## Carrera

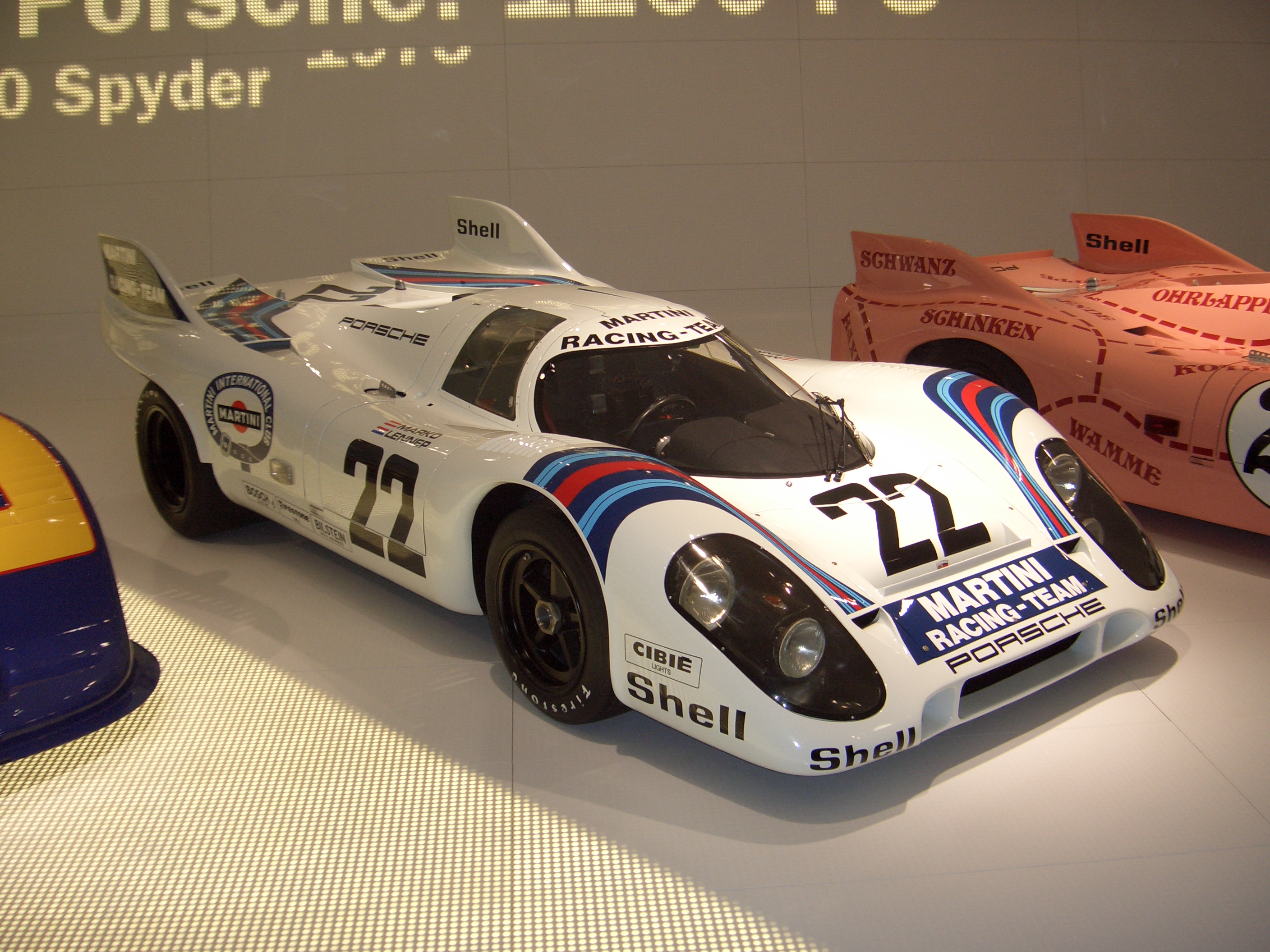
Porsche 917K con el que Gijs Van Lennep ganó las "24 Horas de Le Mans"

Gijs van Lennep comenzó su carrera automovilística en 1964, corriendo al año siguiente las 24 Horas de Spa con un BMW 1800.  
En 1969 terminó tercero en el Campeonato Europeo de Turismos y segundo en el Campeonato Neerlandés de Turismos, y al año siguiente fue subcampeón de la Interserie.
En el año 1971 ganó las 24 Horas de Le Mans junto a Helmut Marko, con un Porsche 917K del Martini Racing. Establecieron un récord de distancia, cubriendo 5.335 kilómetros, que se mantuvo invicto hasta 2010.
Ese mismo año el equipo Stichting Autoraces Nederland lo contactó para conducir un Surtees TS7 para disputar el GP de Fórmula 1 local; terminó un octavo a cinco vueltas del ganador. Al final de la temporada fue convocado por el Team Surtees para correr el GP de Estados Unidos, pero el monoplaza finalmente fue conducido por Sam Posey. Además terminó segundo en la Targa Florio de ese año junto a Andrea de Adamich.
Al año siguiente, van Lennep ganó el Campeonato Europeo de Fórmula 5000, conduciendo un Surtees TS11 y un McLaren M18.
En el 73, van Lennep corrió en tres GGPP con Frank Williams Racing Cars, ganando su primer punto en el campeonato del mundo con sexto lugar en el Gran Premio de Países Bajos. En la temporada 1974 disputó dos Grandes Premios con el mismo equipo, pero no logró puntuar en ninguno. También ganó el Targa Florio con el suizo Herbert Müller, manejando un Porsche Carrera RSR.
Volvió a la F1 en el 75 con Ensign Racing, logrando su segundo punto, en el Gran Premio de Alemania de 1975.
En 1976 compartió un Porsche 936 Turbo con Jacky Ickx para ganar las 24 Horas de Le Mans por segunda vez, concluyendo de esta manera su carrera deportiva profesional.

## Resultados

### Fórmula 1
(Clave) (negrita indica pole position) (cursiva indica vuelta rápida)

| Año         | Escudería                     | 1   | 2   | 3   | 4     | 5      | 6   | 7       | 8       | 9      | 10      | 11      | 12    | 13      | 14  | 15  | Pos. | Puntos |
| ----------- | ----------------------------- | --- | --- | --- | ----- | ------ | --- | ------- | ------- | ------ | ------- | ------- | ----- | ------- | --- | --- | ---- | ------ |
| 1971        | Stichting Autoraces Nederland | RSA | ESP | MON | NED 8 | FRA    | GBR | GER     | AUT     | ITA    | CAN     |         |       |         |     |     | NC   | 0      |
| 1971        | Team Surtees                  |     |     |     |       |        |     |         |         |        |         | USA DNS |       |         |     |     | NC   | 0      |
| 1973        | Frank Williams Racing Cars    | ARG | BRA | RSA | ESP   | BEL    | MON | SWE     | FRA     | GBR    | NED 6   | GER     | AUT 9 | ITA Ret | CAN | USA | 19.º | 1      |
| 1974        | Frank Williams Racing Cars    | ARG | BRA | RSA | ESP   | BEL 14 | MON | SWE     | NED DNQ | FRA    | GBR     | GER     | AUT   | ITA     | CAN | USA | NC   | 0      |
| 1975        | HB Bewaking Team Ensign       | ARG | BRA | RSA | ESP   | MON    | BEL | SWE DNP | NED 10  | FRA 15 | GBR DNP | GER 6   | AUT   | ITA     | USA |     | 19.º | 1      |
| Referencia: |                               |     |     |     |       |        |     |         |         |        |         |         |       |         |     |     |      |        |